# Theo de Jong
Pour les articles homonymes, voir de Jong.
Theodorus (Theo) Jacob de Jong, né le 11 août 1947, à Leeuwarden, est un ancien milieu de terrain néerlandais.

## Biographie
Il est international néerlandais de 1972 à 1974 (15 sélections), participant même à la Coupe du monde 1974, en RFA. 
Durant ce mondial, il marque un but à la 88e minute lors du 1er tour contre la Bulgarie, pour une victoire hollandaise de 4 buts à 1. Il n'est jamais titulaire, seulement quatre fois remplaçant contre la Suède et la Bulgarie au 1er tour, contre le Brésil lors du 2d tour, et contre la RFA en finale. Il est finaliste de la Coupe du monde 1974, battu par la RFA (1-2). 
Il remporte cette année-là le Championnat des Pays-Bas et la Coupe de l'UEFA avec le Feyenoord Rotterdam, il inscrit un but lors du match aller de la finale contre Tottenham Hotspur (2-2).

## Palmarès
- Vainqueur du Championnat des Pays-Bas de football en 1974 avec Feyenoord Rotterdam
- Vainqueur de la Coupe de l'UEFA en 1974 avec Feyenoord Rotterdam
- Vainqueur du Championnat de Hong Kong de football en 1982, en 1983